# الحيد (أسلم)

تعديل مصدري - تعديل

الحيد هي إحدى قرى عزلة أسلم اليمن بمديرية أسلم التابعة لمحافظة حجة، بلغ تعداد سكانها 254 نسمة حسب تعداد اليمن لعام 2004.